# Olga Koch
Olga Alfredovna Koch (em russo:  Ольга Альфредовна Кох; nascida em 1 de setembro de 1992) é uma comediante, escritora e actriz russa, activa no Reino Unido.

## Infância e juventude
Koch é filha de Alfred Koch, ex-chefe da Agência Federal de Gestão de Propriedades do Estado de 1996-97.
Quando Olga tinha 13 anos, a sua família mudou-se para o Reino Unido, estabelecendo-se em Surrey, onde foi educada na Escola Americana na Inglaterra. Ela estudou programação de computadores na Universidade de Nova York. Koch também teve formação no Upright Citizens Brigade Theatre.

## Carreira
O primeiro espectáculo de Koch foi em 2016, intitulado Me, Me, Me. Ele foi seguido por Data Night e Good Vibes em 2017.
Em 2018, ela foi indicada como Melhor Revelação no Edinburgh Comedy Awards pela sua hora de estreia, Fight.
Ela apareceu no The Now Show, Mock the Week, Pls Like e QI, e escreveu para Newsjack e A Quickie in the Office.
 